# Gustav Vogt (Pfarrer)

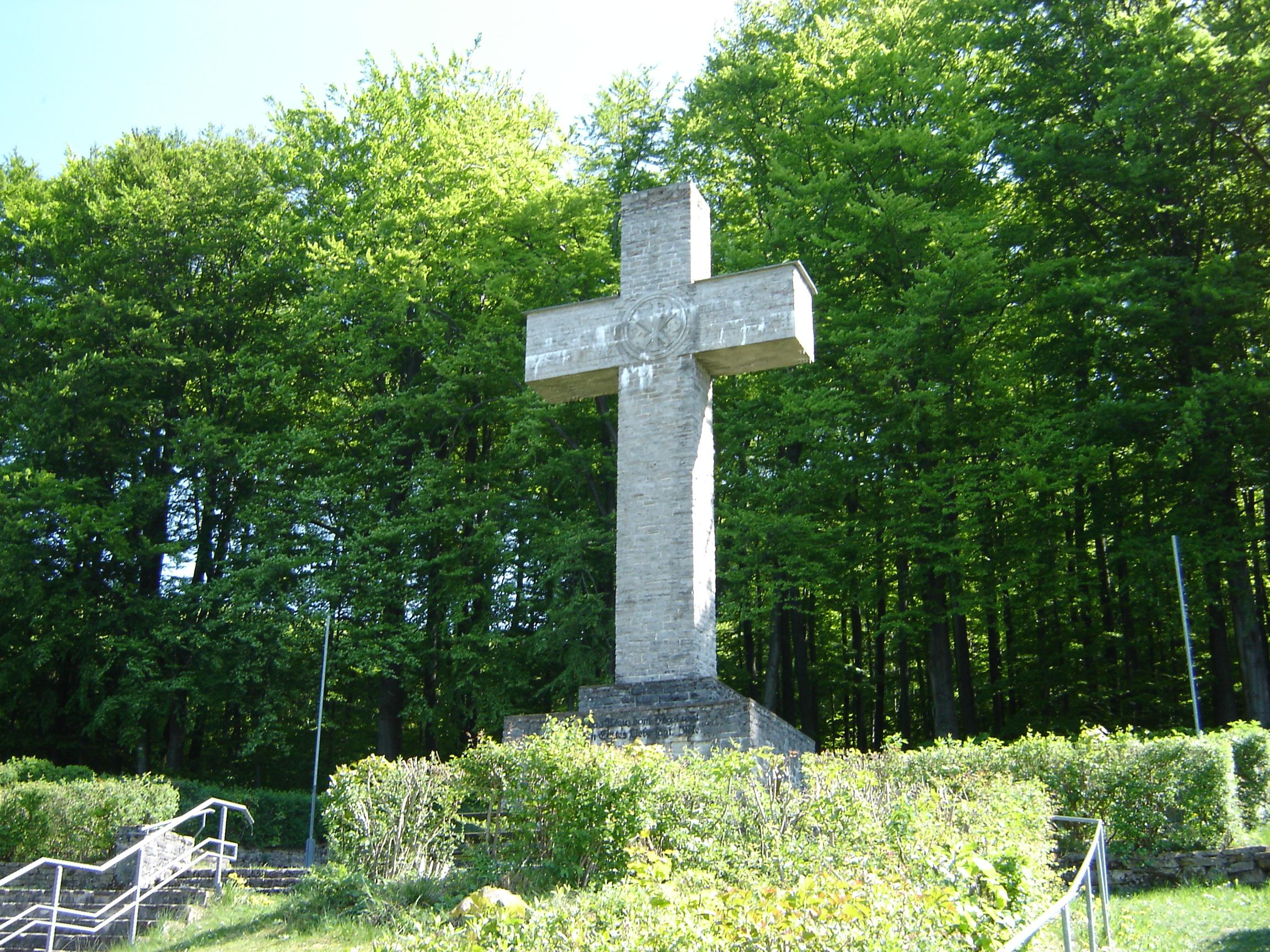
Dünkreuz bei Deuna

Gustav Albert Vogt (* 9. April 1890 in Küllstedt; † 12. Juli 1942 im KZ Dachau) war ein römisch-katholischer Pfarrer.

## Leben
Vogt wuchs in Küllstedt auf, besuchte das Gymnasium in Heiligenstadt und studierte in Paderborn, Freiburg im Breisgau und Münster Theologie. Am 3. August 1914 empfing er im Paderborner Dom die Priesterweihe. Nach einem einjährigen Dienst als Sanitätssoldat im Ersten Weltkrieg bekam Vogt eine Vikarstelle an St. Joseph und Augustinus in Hötensleben und wirkte ab 1917 an der Herz-Jesu-Kirche in Völpke. 1930 kehrte er ins Eichsfeld zurück, wo ihm die Pfarrei St. Peter und Paul in Deuna mit der Filialgemeinde St. Martin in Vollenborn übertragen wurde. Nach Vollenborn pflegte er mit dem Fahrrad zu fahren. Er galt als eifriger, strenger, aber auch volkstümlicher Pfarrer, bei dem man etwas lernen konnte.
Mit der Machtübernahme der Nationalsozialisten erkannte der Priester den unüberbrückbaren Gegensatz zwischen christlichem Glauben und nationalsozialistischer Ideologie und brachte dies vorsichtig auch in seinen Predigten zum Ausdruck. Bereits 1933 wurde er den Machthabern öfters angezeigt. 1934/35 ließ er demonstrativ am Höhenzug Dün ein 15 m hohes Steinkreuz, das „Dünkreuz“, errichten. Nach Beginn des Zweiten Weltkrieges feierte er 1940 mit polnischen Zwangsarbeitern unerlaubt Gottesdienst. Daraufhin wurde er am Freitag, 4. Oktober 1940, in Vollenborn während einer Schülerbeichte verhaftet, wegen „Heimtücke“ zu Gefängnishaft verurteilt und anschließend in das KZ Dachau überstellt. Dort starb er an den Folgen von Folter und Hunger.
Eine Gedenktafel an seinem Geburtshaus in Küllstedt sowie die dortige Pfarrer-Vogt-Straße erinnern heute an ihn.